# Првенство Југославије у фудбалу 1931.
Почевши непосредно после претходне сезоне, Народна лига се играла током јесени и завршавала на пролеће. БСК Београд је прекинуо низ титула загребачких клубова са рекордном сезоном без пораза.
Југославију из Београда је заменила Мачва (највероватније јер су најбољи играчи Југославије прешли у БСК, што објашњева зашто се БСК прошетао кроз првенство после просечних игара неколико месеци раније)

## Учесници првенства
- БСК, Београд
- 1. ХШК Грађански, Загреб
- Конкордија, Загреб
- Мачва, Шабац
- САШК, Сарајево
- Хајдук, Сплит

## Резултати
|            | БСК | Конкордија | Грађански | Хајдук | САШК | Мачва |
| ---------- | --- | ---------- | --------- | ------ | ---- | ----- |
| БСК        | БСК | 2:1        | 2:1       | 4:0    | 4:0  | 3:0   |
| Конкордија | 2:6 | Конкордија | 1:0       | 4:0    | 5:2  | 5:2   |
| Грађански  | 1:2 | 2:1        | Грађански | 1:1    | 1:0  | 1:0   |
| Хајдук     | 0:2 | 3:0        | 1:1       | Хајдук | 3:1  | 3:0   |
| САШК       | 0:4 | 1:5        | 1:2       | 2:1    | САШК | 7:1   |
| Мачва      | 1:3 | 0:0        | 1:0       | 1:1    | 2:4  | Мачва |

## Табела
| Место | Клуб             | мечева | победа | нерешених | пораза | дати голови | примљени голови | гол разлика | бодова' |
| ----- | ---------------- | ------ | ------ | --------- | ------ | ----------- | --------------- | ----------- | ------- |
| 1     | БСК              | 10     | 10     | 0         | 0      | 32          | 6               | +26         | 20      |
| 2     | Конкордија       | 10     | 5      | 1         | 4      | 24          | 18              | +6          | 11      |
| 3     | 1. ХШК Грађански | 10     | 4      | 2         | 4      | 10          | 10              | 0           | 10      |
| 4     | Хајдук           | 10     | 3      | 3         | 4      | 13          | 16              | -3          | 9       |
| 5     | САШК             | 10     | 4      | 0         | 6      | 18          | 28              | -10         | 8       |
| 6     | Мачва            | 10     | 1      | 2         | 7      | 8           | 27              | -19         | 4       |

## Освајач лиге
БСК (Тренер:Антал Немеш)
- Отмар Газари
- Предраг Радовановић
- Драгомир Тошић
- Милорад Арсенијевић
- Ђорђе Поповић
- Мидраг Јовановић
- Љубиша Ђорђевић
- Александар Тирнанић
- Светислав Глишовић
- Благоје Марјановић
- Никола Марјановић
- Ђорђе Вујадиновић
- Драгослав Вирић
- Предраг Антић

| Првак Југославије у фудбалу 1931. |
| --------------------------------- |
| БСК                               |
| Прва титула                       |